# Бергамини, Франческо
Франческо Бергамини (итал. Francesco Bergamini; р. 27 ноября 1815 года в Болонье) — итальянский художник бытового жанра. В зрелом возрасте принимал участие в войне за объединение страны.
Художник родился в семье итальянского каменщика Пьетро Бергамини. Уже с 1833 года Франческо начал писать картины и продавать их. Его картины: «Чтение хоровых нот», «Упрямый осел», «Подготовка к празднику», «Урок», «Школьный класс» и другие.
В 1849 году умерла мать Франческо. После восстания 1853 года Бергамини пришлось бежать в Турин, где он и жил до конца жизни.
В 1859—1860 годах Франческо принял участие во второй итальянско-австрийской войне за объединение Италии. Во время войны Франческо заболел лихорадкой, поэтому последующие годы уже меньше рисовал. Умер художник 8 апреля 1883 года.